# 曾濬
曾濬，籍貫不详，明朝政治人物。
曾濬担任薊州衛鎮撫。宋忠在进攻居庸关时，馬宣亦从薊州帥部队进攻北京。后问兵变，撤退。朱棣攻破懷來后，准备带兵南下。张玉进谏到：“薊州外接大寧，多騎士，不取恐為後患。”当时恰逢馬宣发兵进攻北平，兵败后与鎮撫曾濬一同退守蓟州。张玉进攻蓟州时，馬宣出战后被捉，骂不绝口。后城破，曾濬被捕，与馬宣一同被杀。